# 拉罗克阿尔里克
拉罗克阿尔里克（法語：La Roque-Alric，法語發音：[la ʁɔk alʁik]）是法国普罗旺斯-阿尔卑斯-蓝色海岸大区沃克吕兹省的一个市镇，属于卡庞特拉区。

## 地理
拉罗克阿尔里克（44°8'35"N, 5°3'51"E）面积4.87 平方千米，位于法国普罗旺斯-阿尔卑斯-蓝色海岸大区沃克吕兹省，该省份为法国东南部内陆省份，北起德龙省，西北接阿尔代什省，西接加尔省，南至罗讷河口省，东南角与瓦尔省接壤，东临上普罗旺斯阿尔卑斯省。
与拉罗克阿尔里克接壤的市镇（或旧市镇、城区）包括：勒巴鲁、博姆德沃尼斯、拉法尔、圣伊波利特-勒格拉韦龙、叙泽特。

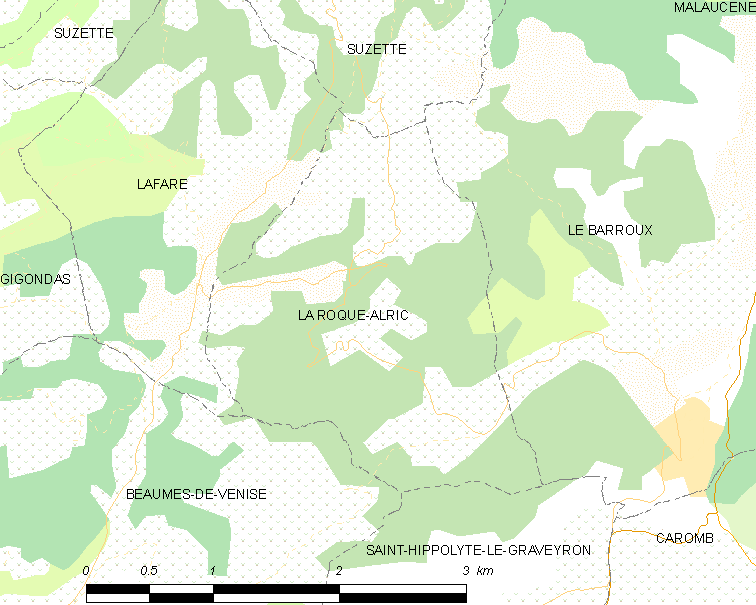
拉罗克阿尔里克的OSM定位图

拉罗克阿尔里克的时区为UTC+01:00、UTC+02:00（夏令时）。

## 行政
拉罗克阿尔里克的邮政编码为84190，INSEE市镇编码为84100。

## 政治
拉罗克阿尔里克所属的省级选区为韦松拉罗迈讷县。

## 人口

1962-2008年间拉罗克阿尔里克人口变化图示

拉罗克阿尔里克于2022年1月1日时的人口数量为51人。